# Eero Saarinen

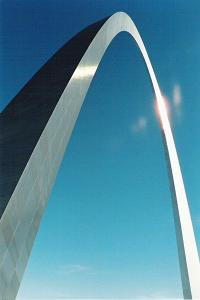
Arc Gateway (St. Louis)

Eero Saarinen (20 d'agost de 1910 - 1 de setembre de 1961) fou un arquitecte estatunidenc d'origen finlandès. Nasqué a Kirkkonummi, Finlàndia. El seu pare fou el conegut arquitecte Eliel Saarinen. Quan tenia 13 anys, els seus pares emigraren als Estats Units.
Saarinen estudià inicialment escultura a l'Acadèmia de la Grand Chaumiére de París i posteriorment arquitectura a la Universitat Yale. Rebé una beca per viatjar de nou a Europa, on s'estigué un parell d'anys. De tornada fou professor d'arquitectura a l'Acadèmia d'Art Cranbrook. El 1937 començà a dissenyar mobles en col·laboració amb un soci, i foren objecte de premis pel Museu d'Art Modern de Nova York. Posteriorment dissenyà també mobles per a la companyia Knoll, que es convertiren en clàssics.
Com arquitecte Saarinen treballà a l'estudi del seu pare fins que aquest morí. Saarinen es va fer famós pels seus dissenys de línies corbes, especialment a les cobertes dels seus edificis, amb les quals aconseguia dotar-los d'una gran lleugeresa visual. Se l'associa freqüentment amb el que s'ha denominat arquitectura internacional. Un dels seus edificis més representatius i coneguts popularment és la terminal de la TWA a l'aeroport Kennedy de Nova York.

## Obres principals
- Arc Gateway (St. Louis)
- Aeroport Internacional d'El·linikó
- Auditori Kresge, Institut de Tecnologia de Massachusetts (Boston)
- Edifici Bell Laboratories (Holmdel, New Jersey)
- Edifici de la CBS (Black Rock, Nueva York)
- Teatre Vivian Beaumont, Lincoln Center (Nova York)
- Aeroport Internacional Washington-Dulles (Washington)
- Terminal de la TWA, Aeroport Kennedy] (Nova York)
- Centre Tècnic de la General Motors (Worren, Michigan)
- Ambaixada dels EUA a Oslo
- Ambaixada dels EUA a Londres
- Església North Christian (Columbus, Indiana)
- Estadi d'Hoquei David S.Ingalls a la Universitat Yale (New Haven, Connecticut)